# Neihu
Neihu (kinesiska: 内湖) är en köping i sydöstra Kina. Den ligger i Lufeng i staden Shanwei i provinsen Guangdong, omkring 260 kilometer öster om provinshuvudstaden Guangzhou. Antalet invånare är 23 126. Befolkningen består av 11 539 kvinnor och 11 587 män. Barn under 15 år utgör 34 %, vuxna 15-64 år 58 %, och äldre över 65 år 7,0 %.